# Kostel Nejsvětější Trojice (Lažánky)
Kostel Nejsvětější Trojice je římskokatolický chrám v obci Lažánky v okrese Brno-venkov. Je chráněn jako kulturní památka České republiky.
Jádro kostela tvořené obvodovými zdmi sálu pochází z konce 13. století, chrám byl tehdy plochostropý a obdélného půdorysu, kněžiště nebylo odsazené a bylo zřejmě zakončeno rovně. V průběhu dalších staletí se podoba stavby výrazně měnila. Nejprve byla k jižní straně lodi přistavěna hranolová věž (zřejmě během první čtvrtiny 16. století), následovala sakristie u severní strany (konce 17. století). Největší přestavby se kostel dočkal v roce 1786, kdy byl původní rovný závěr kněžiště nahrazen segmentovým zakončením, chrám byl zaklenut, dřevěné zvonicové pato věže bylo nahrazeno zděným, k věži bylo přistavěno točité schodiště a před západní průčelí kostela byl přistavěn přístavek s hudební kruchtou. Na začátku 30. let 20. století byla k jižní straně chrámu přistavěna mariánská kaple, vybudovány byly také předsíně u věže a vchodu v západním průčelí. Roku 1939 byla podle projektu Karla Náhůnka postavena u severní strany kostela nová sakristie, komora a místnost pro duchovní cvičení. K poslední stavební úpravě došlo roku 1968, kdy byla při opravách chrámu zbořena předsíň u věže, která byla nahrazena novou.
Kolem kostela se do roku 1899 nacházel hřbitov.
Je farním kostelem lažánecké farnosti.